# NGC 3222
NGC 3222 is een lensvormig sterrenstelsel in het sterrenbeeld Leeuw. Het hemelobject werd in 1855 ontdekt door Friedrich August Theodor Winnecke.

## Synoniemen
- UGC 5610
- MCG 3-27-11
- ZWG 94.18
- PGC 30377